# Lovely Planet
Lovely Planet ist ein Ego-Shooter- und Jump-’n’-Run-Videospiel, welches vom indischen Indie-Studio Quicktequila entwickelt und von tinyBuild herausgegeben wird. Es wurde im Juli 2014 für Windows, OS X und Linux veröffentlicht. Die Version für die Xbox One kam im Januar 2016, und jene für die PlayStation 4 und Wii U kam im April 2016.
Das Spiel erhielt gemischte Bewertungen von Kritikern, mit Lob für seine Grafik und seinen Soundtrack, aber gleichzeitig Kritik für seine Präsentation und seinen Schwierigkeitsgrad.

## Gameplay
Das Spiel ist ein auf Speedrunning fokussierter Ego-Shooter, bei dem der Spieler das Level so schnell wie möglich abschließen muss, um voranzukommen. Es gibt keine Handlung, sondern „Mikrolevel“, die in größeren Bereichen enthalten sind. Wenn der Charakter von einer Kugel getroffen, herunterfällt oder von einem Feind berührt wird, stirbt er sofort, und der Spieler muss sich den Levelaufbau merken, um zu gewinnen.
Die Waffe des Spielers hat kein Fadenkreuz, und die Kugeln bewegen sich langsam und zwingen den Spieler, seine Schüsse zu steuern. Spieler können bis zu drei Sterne verdienen, je nachdem, wie schnell sie ein Level schaffen, wobei der dritte Stern perfekte Genauigkeit erfordert.
Bestimmte Objekte zwingen den Spieler auch nach vorne, z. B. Äpfel, die vom Himmel geschossen werden müssen, da sie sonst den Spieler töten, wenn sie den Boden erreichen.

## Rezeption
Nach dem Review-Aggregator Metacritic erhielt das Spiel gemischte Bewertungen.
Der Kunststil und die Musik des Spiels wurden von mehreren Kritikern mit Katamari Damacy verglichen.
Tyler Wilde von PC Gamer gab dem Spiel 82 von 100 Punkten und nannte das Gameplay „großartig“, obwohl es „gnadenlos“ sei, sagte aber, die Darstellung sei „mittelmäßig“, da sie zu „abstrakt“ sei, um ansprechend zu sein.
Tim Latshaw von Nintendo Life gab der Wii-U-Version 6 von 10 Punkten und verglich den Kontrast zwischen der „niedlichen“ Grafik und der „technischen“ Mechanik „wie das Öffnen eines Hello-Kitty-Rucksacks und das Auffinden von nuklearen Startcodes“. Er erklärte, dass es „engagierten Speedrunnern“ zwar gefallen würde, aber ansonsten „begrenzt“ sei.
James Cunningham von Hardcore Gamer bewertete das Spiel mit 2/5 und sagte, dass die Notwendigkeit eines extrem präzisen Gameplays „der Action die Freude entzogen hat“.
András Neltz von Kotaku fand die Unstimmigkeiten zwischen Grafik, Musik und Drehmechanik des Spiels „beunruhigend“.

## Fortsetzungen
Zwei Fortsetzungen wurden nach der Veröffentlichung des Spiels erstellt, Lovely Planet Arcade, ein eher puzzleorientierter Ego-Shooter, der am 22. Juli 2016 veröffentlicht wurde, und Super Lovely Planet, ein Third-Person-Plattformer, bei dem der Spieler einen springenden Ball ohne Attacken kontrolliert, der am 28. Juli 2017 veröffentlicht wurde. Eine weitere Fortsetzung mit dem Titel Lovely Planet 2: April Skies ist derzeit geplant.